# Histoire des Français à Louisville

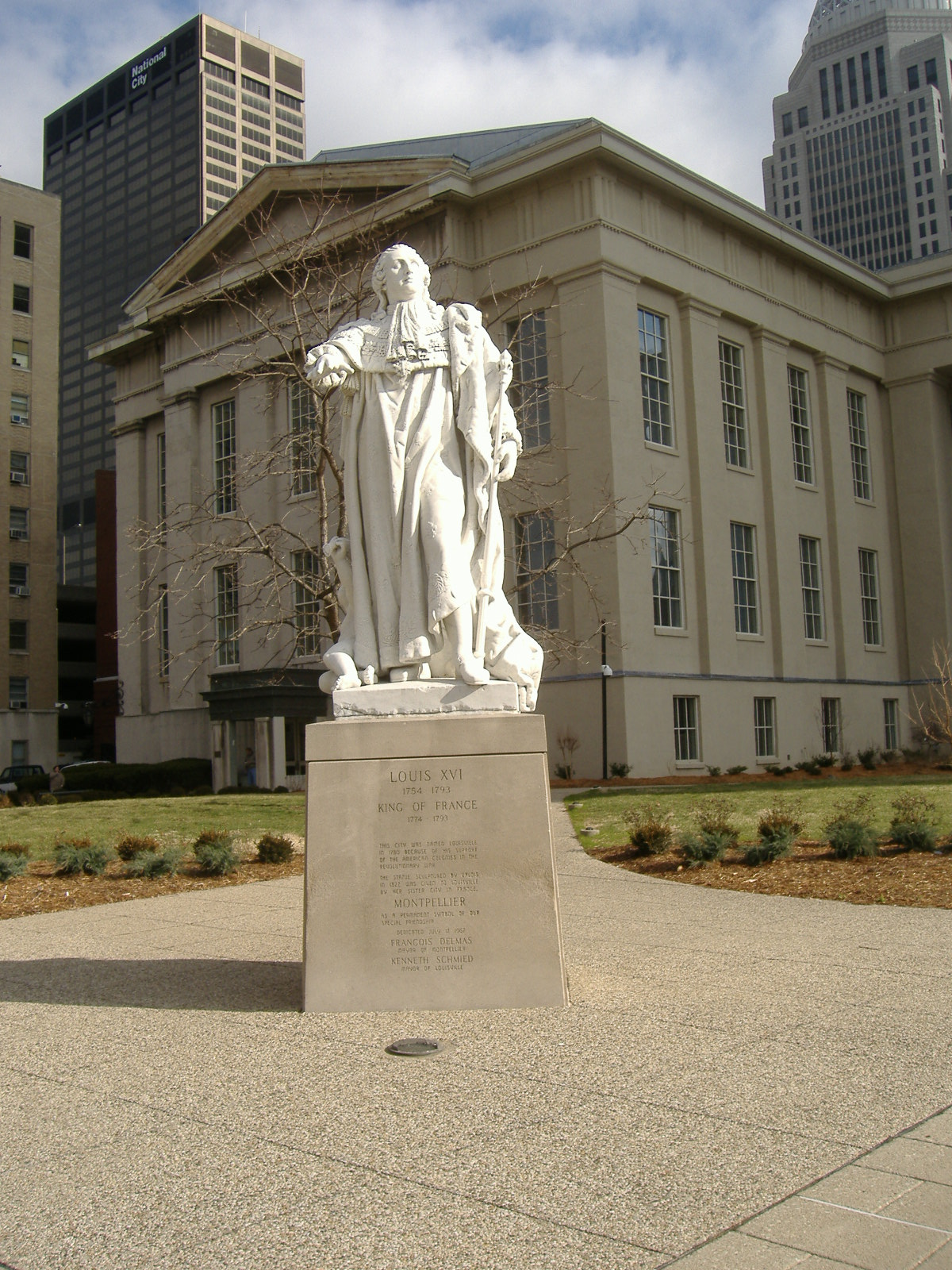
Statue de Louis XVI de France offerte par la cité jumelée française de Montpellier.

L'influence de la France sur la cité de Louisville et de sa région (notamment à New Albany) aux États-Unis est très importante. La ville tire d'ailleurs son nom du roi Louis XVI de France. Avant même l'apparition de Louisville, le lieu abritait un poste avancé français nommé La Belle.
Louisville fut au début presque entièrement colonisée par des immigrants français de la région du Rhin. Les premiers Français arrivèrent en Amérique en trois phases. Le premier groupe, composé de 15 000 Français, resta sur les rives de l'océan Atlantique. Les premiers colons de Louisville provenaient de la deuxième ou de la troisième générations d'Huguenots nées en Amérique du Nord. La première vague arriva en 1685 à la suite de la révocation de l'édit de Nantes. Dans ce groupe se trouvait Thomas Bullitt qui lança le Bullitt's Lick, une des plus anciennes entreprises des États-Unis. La seconde vague se fit durant la période de la Révolution américaine mais la plupart d'entre eux sont retournées ensuite en France après la guerre.
La troisième vague se fit durant la Révolution française vers 1793. La vague était composée notamment de nobles et de religieux. La plupart de ces groupes s'installèrent à Louisville au niveau des chutes de la rivière Ohio et de l'île de Shippingport. Ils y ouvrirent des commerces et profitèrent de l'activité fluviale locale.

Un colon nommé Aaron Fontaine lança une liaison par ferry nommée Fontaine Ferry qui donna plus tard son nom au parc Fontaine Ferry Park. En 1782, Jean A. Honoré et Bethelemi Tardiveau lancèrent un commerce notamment de fourrures ce qui leur permit de rencontrer George Rogers Clark. L'île de Shippingport fut habitée par des Français jusque son inondation de 1832. La localité proche de Portland devint après l'inondation le quartier des Français. Au milieu du XIXe siècle, le français fonda la seconde agence d'assurance du Kentucky et officialisa la première banque du Kentucky.
Entre 1830 et 1850, la ville connut une forte immigration de Français, d'Allemands et d'Irlandais.
En mémoire des liens entre la France et la ville, la ville jumelée française de Montpellier offrit en 1967 une statue monumentale du roi Louis XVI de France (sculptée par Achille Valois de 1825 à 1829, élève de Jacques-Louis David). La statue se situe près du Louisville Metro Hall. L'organisme Alliance française de Louisville organise régulièrement des événements relatifs à la France et donne des formations de langue française aux habitants de la ville.